# Mamerthes nigrilinea
Mamerthes nigrilinea är en fjärilsart som beskrevs av Druce 1891. Mamerthes nigrilinea ingår i släktet Mamerthes och familjen nattflyn. Inga underarter finns listade i Catalogue of Life.